# Zylinderbohrung
Als Zylinderbohrung oder kurz Bohrung bezeichnet man den Innendurchmesser eines Zylinders, speziell des Zylinders eines Hubkolbenmotors. Geringfügig kleiner als die Zylinderbohrung ist der Kolbendurchmesser. Da Kolben in Verbrennungsmotoren keinen exakt kreisförmigen Querschnitt haben, ist der Kolbendurchmesser zudem noch von der Messrichtung abhängig. 
In der deutschen Norm DIN 1940 „Verbrennungsmotoren“ wird für die Zylinderbohrung das Formelzeichen D und die Maßeinheit mm empfohlen. 
Die Bohrung, der Kolbenhub s und die Zylinderzahl bestimmen den Hubraum eines Motors. 
Das Verhältnis aus Kolbenhub und Zylinderbohrung ist – ebenfalls nach DIN 1940 – das Hubverhältnis.
Der Ausdruck Quadrathuber (vom englischen square engine) wird vor allem in populärwissenschaftlichen Veröffentlichungen für Triebwerke mit s /D = 1 benutzt.